# 北海道銀行女子カーリング部
北海道銀行女子カーリング部（ほっかいどうぎんこうじょしカーリングぶ）は、2021年12月1日に設立された北海道銀行の女子カーリングチーム。愛称は北海道銀行Lilers（リラーズ）。

## 沿革
- 2021年10月11日、北海道銀行はカーリングチーム「北海道銀行フォルティウス（現・フォルティウス）」に対するスポンサー契約を終了し、新たに北海道銀行において女子カーリング部を設立することを発表[1]。
- 同年12月1日、フォルティウスから移籍した伊藤彩未・田畑百葉の2名で新チーム「北海道銀行女子カーリング部」を設立し[2]、12月13日、仁平美来、中島未琴が加入し、チームメンバーが4人となった[3][4][5][6][7]。伊藤を除く3名は「北海道タレントアスリート発掘・育成事業（TID）」の対象者で、札幌市を拠点とするジュニアチーム「winger」の元チームメイトで、チーム設立直前の2021年11月に開催された第30回日本ジュニアカーリング選手権大会にも「札幌協会』名義で参加していた。
- 2022年5月16日、チームの愛称を「北海道銀行Lilers」に決定しロゴマークを制定[8]。
- 2022年11月17日、山本冴が加入することが発表された[9]。山本は同年5月の世界ジュニアカーリング選手権でスキップ（兼リード）を務め日本勢初の金メダルを獲得したメンバーである。

## 所属選手
| 名前     | よみ            | 生年月日              | 出身地         |
| -------- | --------------- | --------------------- | -------------- |
| 伊藤彩未 | いとう あやみ   | 2001年9月3日（23歳）  | 青森県青森市   |
| 田畑百葉 | たばた ももは   | 2002年8月8日（22歳）  | 北海道江別市   |
| 仁平美来 | にひら みく     | 2002年8月29日（22歳） | 北海道札幌市   |
| 中島未琴 | なかじま みこと | 2003年7月24日（21歳） | 北海道北広島市 |
| 山本冴   | やまもと さえ   | 2001年5月2日（23歳）  | 長野県佐久市   |

| 2021-22 | 伊藤彩未 | 田畑百葉 | 仁平美来 | 中島未琴 |        |
| 2022-23 | 伊藤彩未 | 田畑百葉 | 仁平美来 | 中島未琴 | 山本冴 |
| 2023-24 | 伊藤彩未 | 田畑百葉 | 仁平美来 | 中島未琴 | 山本冴 |
| 2024-25 | 伊藤彩未 | 田畑百葉 | 仁平美来 | 中島未琴 | 山本冴 |

### チーム編成
| シーズン | フォース | サード   | セカンド | リード   | リザーブ | 主な大会 |
| -------- | -------- | -------- | -------- | -------- | -------- | -------- |
| 2021-22  | 田畑百葉 | 仁平美来 | 中島未琴 | 伊藤彩未 |          | JCC 2022 |
| 2022-23  | 田畑百葉 | 仁平美来 | 中島未琴 | 山本冴   | 伊藤彩未 | JCC 2023 |
| 2023-24  | 田畑百葉 | 仁平美来 | 山本冴   | 中島未琴 | 伊藤彩未 | JCC 2024 |
| 2024-25  | 田畑百葉 | 仁平美来 | 山本冴   | 中島未琴 | 伊藤彩未 |          |

- スキップは太字で表示

## 主な戦歴
| 大会 / シーズン | 大会 / シーズン | 2021–22 | 2022–23 | 2023-24 | 2024-25 |
| --------------- | --------------- | ------- | ------- | ------- | ------- |
| 日本選手権      | 日本選手権      | 3       | 5       | 2       | 2       |
| 北海道選手権    | 北海道選手権    | 1       | 1       | 1       |         |

### 日本選手権
- 第39回 (2021-22シーズン)  - 3位
- 第40回 (2022-23シーズン)  - 5位
- 第41回 (2023-24シーズン)  - 準優勝
- 第42回 (2024-25シーズン)  - 準優勝

### その他

#### 北海道カーリング選手権
- 第41回（2021-22シーズン） - 優勝
- 第42回（2022-23シーズン） - 優勝[10]
- 第43回（2023-24シーズン） - 優勝[11]